# 新布賴頓 (明尼蘇達州)
新布賴頓（英語：New Brighton）是一個位於美國明尼蘇達州拉姆西縣的城市。

## 人口
根據2020年美國人口普查的數據，新布賴頓的面積為18.35平方千米，當中陸地面積為16.82平方千米，而水域面積為1.53平方千米。當地共有人口23454人，而人口密度為每平方千米1,278人。